# André Pinotes Batista
André Alexandre Pinotes Batista (13 de abril de 1984) é um copywriter, político e comentador português . É atualmente deputado à Assembleia da República na XIV legislatura pelo Partido Socialista.

## Percurso Profissional
Desde 2006, trabalhou em diversas empresas privadas e públicas nas áreas de comunicação social, publicidade e meios, assessoria de imprensa, nomeadamente, no Jornal do Barreiro, Fasómetro, Arco Ribeirinho Sul, Miopia Design e Ween One.

## Percurso Parlamentar
Deputado à Assembleia da República nas XIII, XIV, XV e XVI legislaturas constitucionais pelo Partido Socialista, sendo eleito pelo círculo eleitoral de Setúbal.
Integrou as Comissões Parlamentares de Educação e Ciência, a Comissão Parlamentar de Economia, Inovação e Obras Públicas, a Comissão de Ambiente, Energia e Ordenamento, a Comissão de Defesa Nacional, a Comissão Eventual para o Reforço da Transparência no Exercício de Funções Públicas, a Comissão Parlamentar de Inquérito ao Pagamento de Rendas Excessivas aos Produtores de Eletricidade, tendo assumido as funções de coordenador da Comissão Eventual para o acompanhamento da aplicação das medidas de resposta à pandemia da doença COVID-19 e do processo de recuperação económica e social.
Integra a União Interparlamentar, uma organização internacional dos parlamentos dos Estados soberanos.
Foi Representante da Assembleia da República no Fórum Parlamentar Ibero-Americano, tendo participado no XI Fórum Parlamentar Ibero-Americano (FPIA), como relator de um grupo de trabalho sobre Higiene e Segurança Alimentar.
Foi parte integrante dos grupos parlamentares de amizade entre Portugal e a Palestina, Irão, Japão, tendo presidido ao GPA Portugal - Tailândia. 

## Percurso Autárquico
Autarca desde 2009, é presidente da Assembleia Municipal do Barreiro , desde 2017. Neste âmbito, atualmente, é membro do Conselho Municipal de Educação, do Conselho Municipal de Segurança, do Observatório Local de Saúde, do Conselho Municipal de Juventude do Barreiro, bem como do Conselho Consultivo do Sapal do Rio Coina e Mata Nacional da Machada, a Comissão de Toponímia, o Grupo de Acompanhamento para a Revisão do PDM do Barreiro.
Integrou o Conselho Consultivo da Associação Nacional de Assembleias Municipais. 

## Percurso Dirigente
Militante do Partido Socialista e Juventude Socialista desde 2005, da qual é militante honorário, liderou o PS Barreiro entre 2013 e 2022 , num período que ficou marcado pela reconquista socialista desta autarquia em 2017 , bem como pela primeira reeleição socialista - em 2021 - neste território, com o melhor resultado de sempre de uma força política no Concelho, em 2021.
Integrou a Comissão Nacional do PS de 2011 a 2018.
Desempenha funções de coordenador autárquico da Federação Distrital de Setúbal do PS, desde 2021.
Em 2018 integrou a Comissão Política Nacional do Partido Socialista, cargo no qual se manteve até ao ano de 2023.
Na sequência do 24º congresso do Partido Socialista foi eleito, em 2024, membro do Secretariado Nacional do PS, sob a liderança de Pedro Nuno Santos. 
Foi eleito Presidente da Federação Distrital de Setúbal do Partido Socialista a 27 de setembro de 2024.

## Percurso na Comunicação
André Pinotes Batista é comentador desportivo residente no programa Pé em Riste, da CMTV, numa colaboração com a Medialivre (antiga Cofina), onde se estreou em 2018. 
Neste programa, partilhou painel com Aníbal Pinto, André Ventura, Jaime Antunes, Mauro Xavier, António Salvador, Jorge Amaral, José Calado, Fernando Mendes, Nuno Encarnação, Bernardo Ribeiro, Sérgio Krithinas, Manuel Serrão, Tiago Silva e Diamantino Miranda.
Participa com regularidade em debates de atualidade política na RTP, SIC e CNN e, neste contexto, integra o painel residente do Podcast "Semana Política", da Rádio Popular no qual debateu com os parlamentares Bruno Dias (PCP), Nuno Carvalho (PSD), Paula Santos (PCP) Paulo Cunha (PSD) e Paulo Ribeiro (PSD).
Como articulista, tem opinião publicada nos periódicos Correio da Manhã, Jornal Económico, Observador, Público, Jornal I, Expresso, bem como no Jornal Record,no qual assina a coluna semanal "Porta 10-A".

## Outras Atividades e Interesses
Sócio do Sporting Clube de Portugal, em 2018, foi mandatário da candidatura de José Maria Ricciardi à presidência do clube.
O parlamentar português é entusiasta de diversas modalidades de E-Sports, tendo participado em diversos programas e iniciativas do sector, do qual é uma voz activa 